# Marinette (lwa)
Pour les articles homonymes, voir Marinette (Wisconsin).
Dans le vaudou haïtien, Marinette est un lwa vicieux et cruel.
Marinette est représentée par une chouette effraie ou un petit-duc maculé, et elle est souvent vue comme la protectrice des loups-garous.
Selon la légende, Marinette est la mambo qui a sacrifié le cochon noir au point culminant du début de la première révolution haïtienne à la cérémonie de Bois-Caïman. Elle a été élevée au rang de lwa après sa mort. Alors qu'elle est crainte et a tendance à chevaucher les possédés avec violence, elle peut aussi se voir comme celle qui a libéré son peuple de l'esclavage.
Son doublet catholique est l'anima sola qui peut soit libérer de l'esclavage, soit y ramener. Son nom est aussi Marinette Bwa Chech, "Marinette aux bras secs", suggérant son aspect squelettique. Ses couleurs sont le noir et un rouge sang profond. Les offrandes qu'elle attend sont les cochons noirs et les coqs noirs plumés vivants.